# Viljem Celjski
Viljem Celjski, celjski grof in sovladar Hermana II., * ?, † 19. avgust 1392.

## Življenje
Kot edinec se je Viljem po letu 1360  rodil Adelajdi Ortenburški in Ulriku I. Kot otrok se je leta 1373 zaročil in istega leta poročil z Elizabeto Goriško-tirolsko, hčerjo Majnharda Goriškega, ki je za hčer obljubil doto 3000 mark oglejskih denarjev. Po smrti zadnjega Piasta Kazimirja Velikega je ogrski vladar Ludvik Anžuvinski posegel v poljsko politiko in si tam skušal utrditi svoj položaj. Zato je prevzel skrbništvo nad Kazimirjevimi hčerami Jadvigo in Ano, ju takoj odstranil iz Poljske, za Aninega moža pa je izbral Viljema iz oddaljene grofije Celjskih. 06.aprila 1380 je do te poroke tudi prišlo. V zakonu med Viljemom in Ano se je rodila hčer Ana Celjska, ki je kasneje postala poljska kraljica. Viljem je bil sovladar bratranca Hermana II., leta 1387 pa je od vojvode Albrehta III. v fevd dobil grad in gospostvo Dravograd.  Umrl je leta 1392.